# Belá-Dulice
Belá-Dulice (em húngaro: Bélagyulafalva) é um município da Eslováquia, situado no distrito de Martin, na região de Žilina. Tem 51,17 km² de área e sua população em 2018 foi estimada em 1.267 habitantes.

## Demografia
| Ano:        | 1994 | 2004   | 2014   | 2024   |
| ----------- | ---- | ------ | ------ | ------ |
| Broj ljudi: | 1223 | 1228   | 1264   | 1232   |
| Razlika:    |      | +0,40% | +2,93% | -2,53% |

| Ano:               | 2023 | 2024   |
| ------------------ | ---- | ------ |
| Número de pessoas: | 1245 | 1232   |
| Diferença:         |      | -1,04% |